# Montaudin
Montaudin ist eine französische Gemeinde mit 883 Einwohnern (Stand 1. Januar 2022) im Département Mayenne in der Region Pays de la Loire. Sie gehört zum Arrondissement Mayenne und zum Kanton Gorron.

## Bevölkerungsentwicklung
| Jahr      | 1962 | 1968 | 1975 | 1982 | 1990 | 1999 | 2009 | 2019 |
| Einwohner | 1119 | 1060 | 1001 | 1009 | 938  | 914  | 910  | 912  |

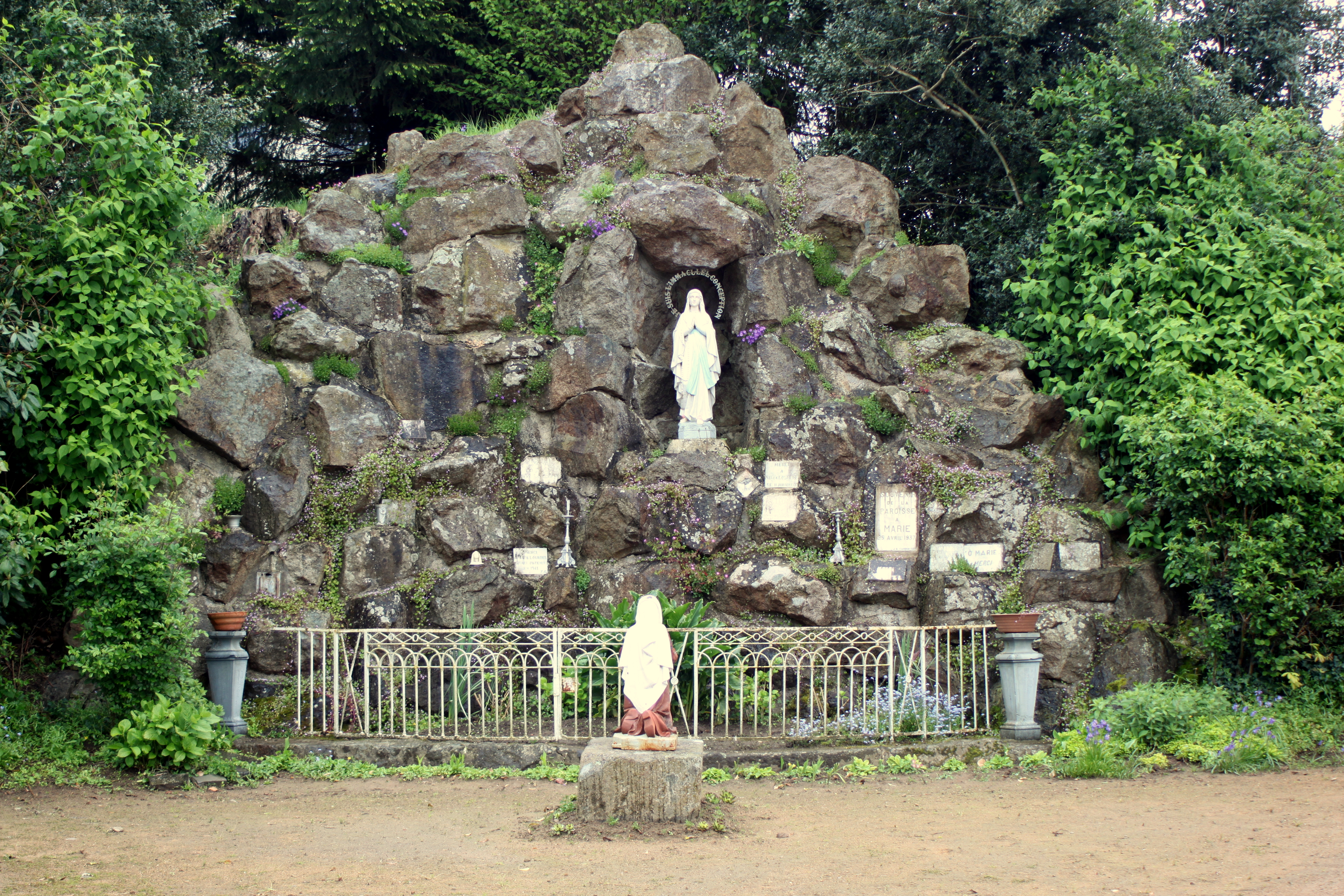
Mariengrotte
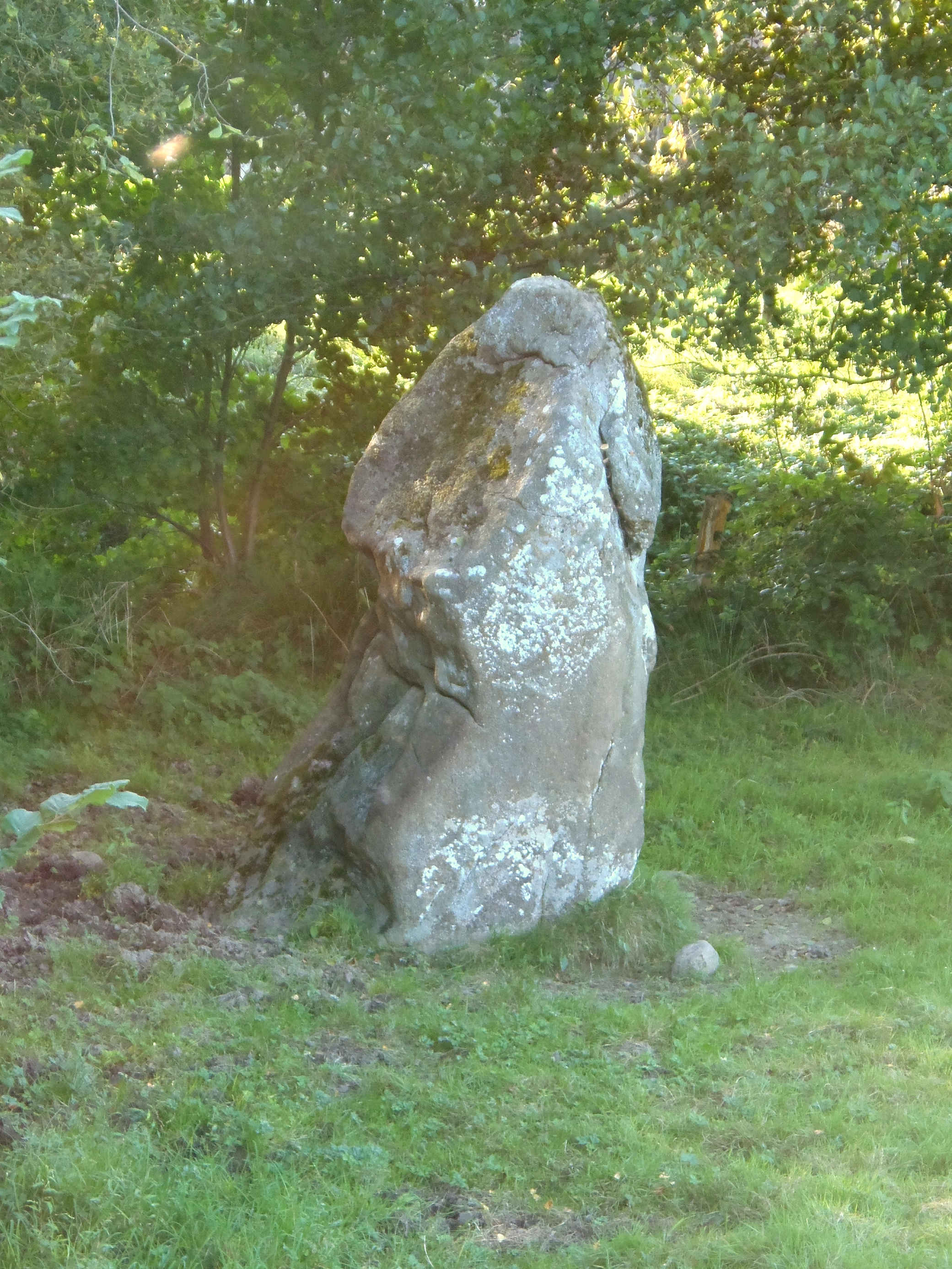
Menhir de la Boussardière
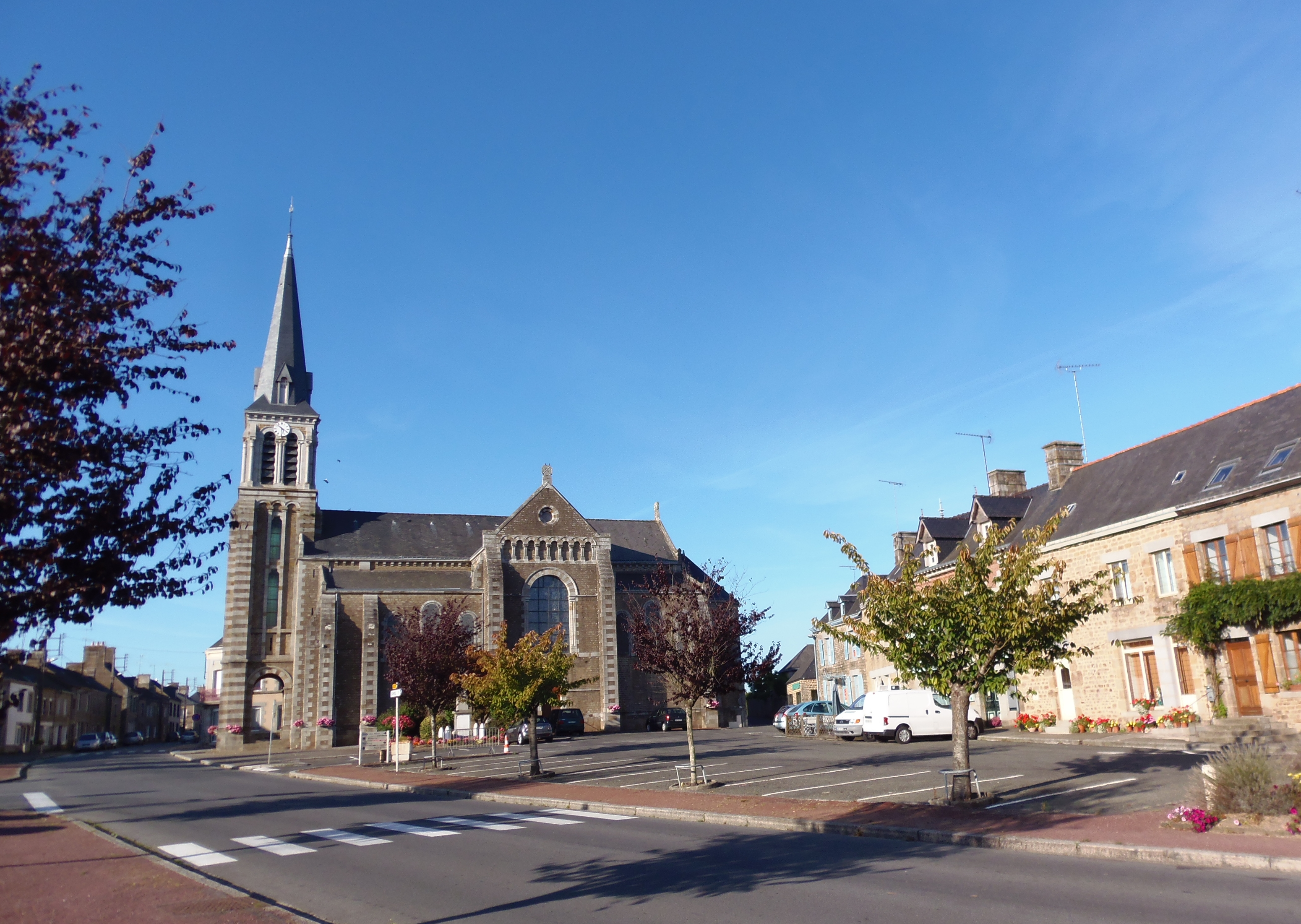
Kirche Notre-Dame